# Dicrocerus elegans
Dicrocerus elegans és una espècie extinta de mamífer artiodàctil de la família dels cèrvids que visqué a Euràsia durant el Miocè. Se n'han trobat restes fòssils a Alemanya, Eslovàquia, França, Portugal, Sèrbia i la Xina. Tenia les dents de tipus braquidont. Cada banya presentava dues puntes. Feia aproximadament la mateixa mida que el cabirol d'avui en dia, amb una alçada a la creu de 70 cm.